# 東出雲町生活路線バス

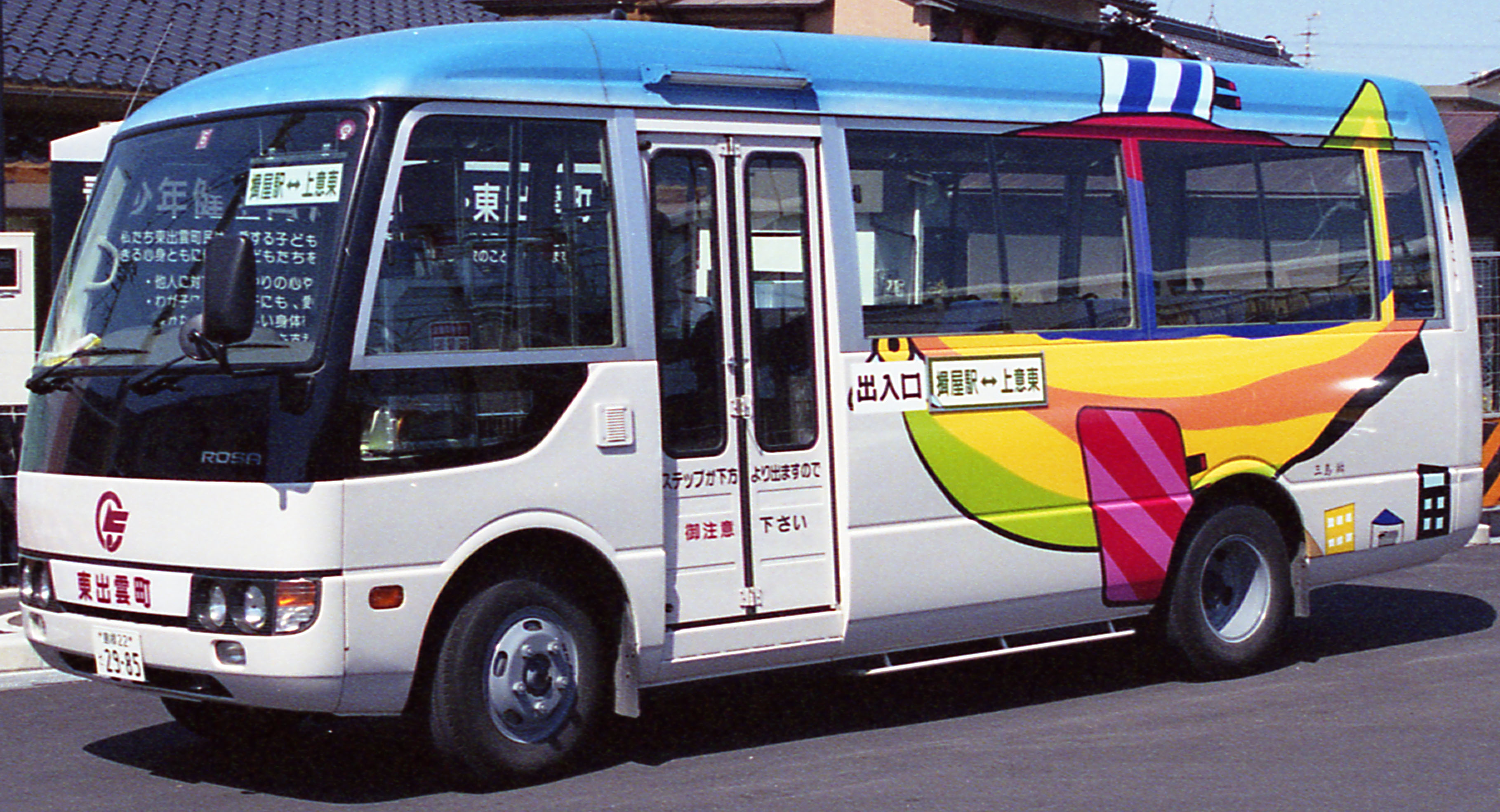
東出雲町生活路線バスの車両（2000年）

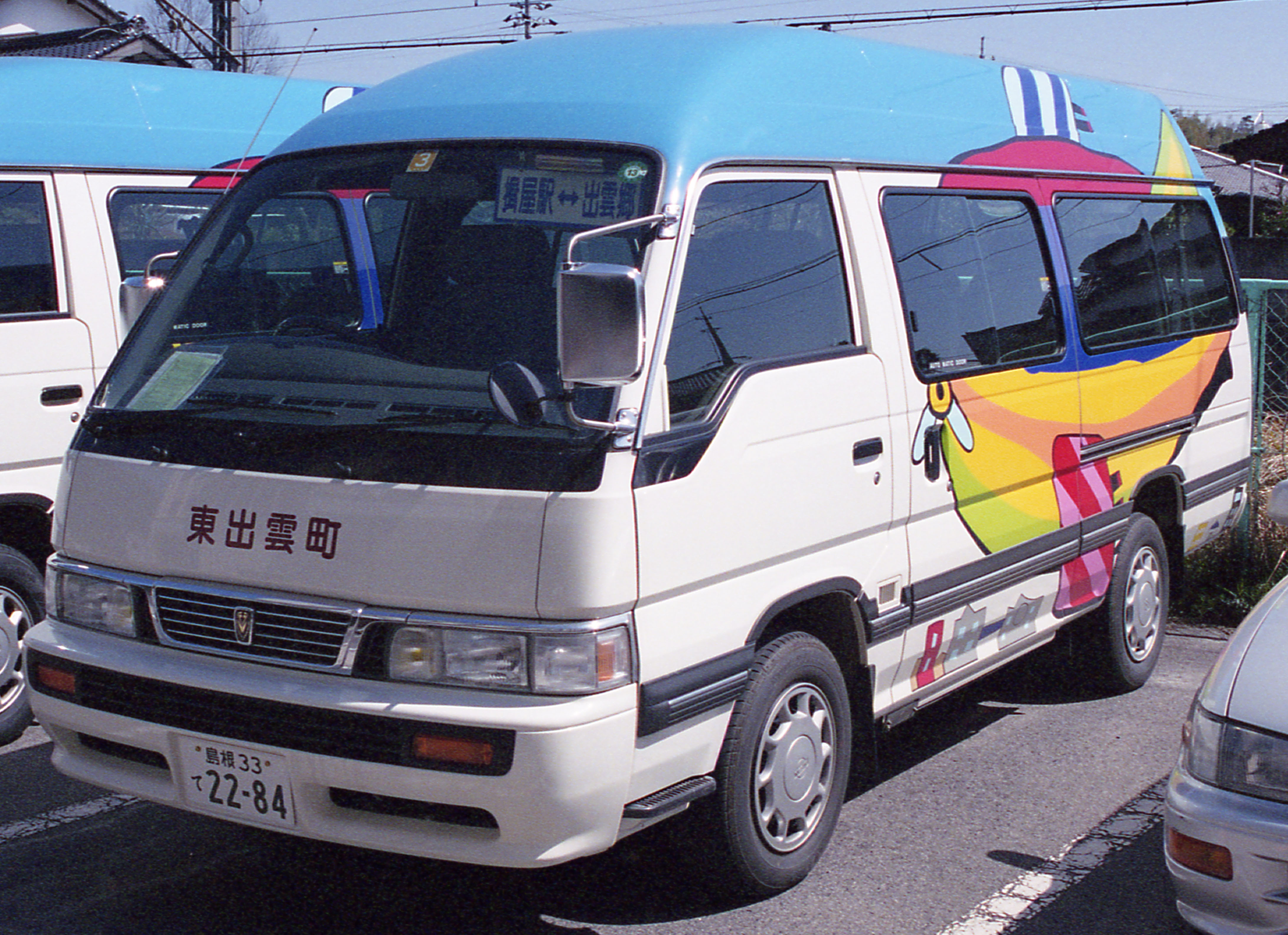
東出雲町生活路線バスの車両（2000年）

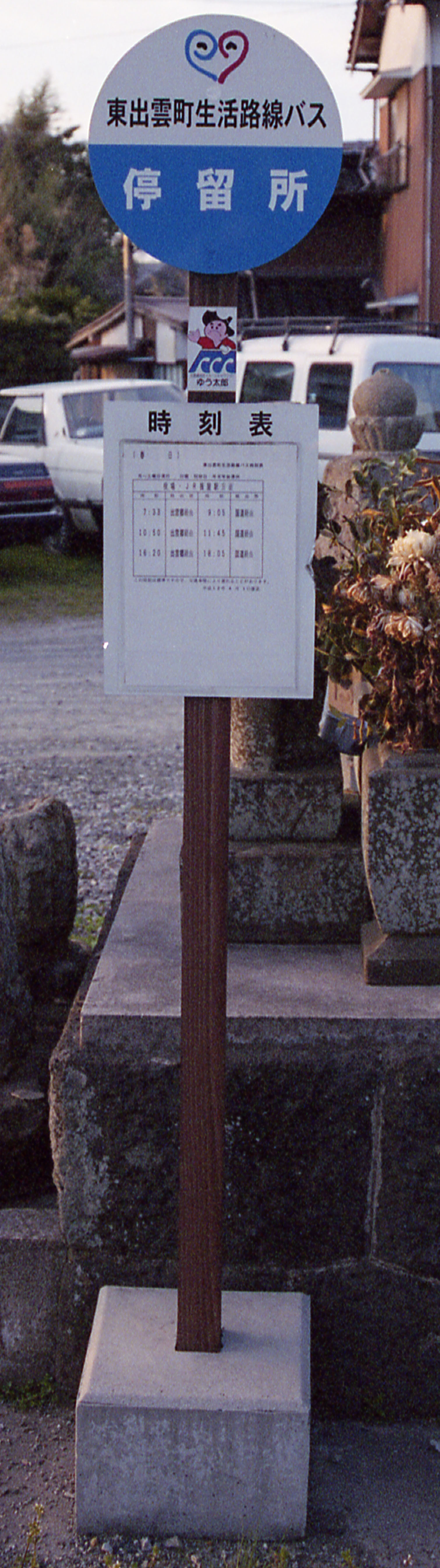
生活路線バスのバス停

東出雲町生活路線バス（ひがしいずもちょうせいかつろせんバス）は、島根県八束郡東出雲町が運行していた自治体バスである。愛称は「ほっとハート号」。
運行形態は、道路運送法の規定に基づく自家用自動車（白ナンバー車）による有償運送で、運行業務をいやタクシーに委託していた。
東出雲町の松江市への編入合併に伴い、2011年に松江市コミュニティバスへ統合された。

## 概要
- 料金は1回200円均一で、小学生は100円、小学生未満は無料。町内の小学生や70歳以上の高齢者、障害者には「無料乗車券」を配布していた。
  - 他路線への乗換時には「乗継ぎ無料券」を発行していた。
  - 回数券（11枚綴りで10回分の料金）や、定期券（通勤と通学とがあり、それぞれ1・3・6ヵ月用がある）もあった。
  - 10人以上の団体用に、団体割引があった。
- 日曜・祝祭日・年末年始（12月30日～1月4日）の間は運休。

## 沿革
- 1998年 - 運行開始。
- 2011年 - 松江市コミュニティバスに統合。

## 路線
以下4路線があり、すべて松江市コミュニティバスに継承された。

### 上意東線
- 揖屋駅 - 総合体育館 - 揖屋小学校前 - 中央公園前 - 高庭公会堂 - 畑集会所 - 本谷奥組（ - 萱野） - 本谷奥組 - 畑集会所 - 高庭公会堂 - 上分 - 総合体育館 - 揖屋駅 - 錦新町2丁目 - 西揖屋 - 揖屋駅
  - 循環路線で、双方向の便がある。萱野バス停は12月1日～3月31日の間運休。

### 下意東線
- 揖屋駅 - 総合体育館 - 中意東 - 羽入 - 高丸 - 野呂 - 高丸三叉路 - 高丸 - 羽入 - 松原 - 意東小学校前 - はなみずきの里 - 崎田3区 - 総合体育館 - 揖屋駅 - 錦新町2丁目 - 西揖屋 - 揖屋駅
  - 循環路線で、双方向の便がある。

### 出雲郷線
- 揖屋駅 - 西揖屋 - 錦新町2丁目 - 出雲郷公民館 - 今宮 - 春日台 - 内馬集会所 - 須田 - 上新上 - 郵便局前 - 総合体育館 - 揖屋駅
  - 循環路線で、双方向の便がある。

### 八雲線
- 揖屋駅 - 西揖屋 - 錦新町2丁目 - 出雲郷公民館 - 今宮 - 春日台 - 内馬集会所 - 須田 - 八雲ゆうあい館
  - 月曜・木曜・土曜のみの運行。